# 马关香竹
马关香竹（学名：Chimonocalamus makuanensis）为禾本科方竹属下的一个种。

## 扩展阅读
- 維基物種上的相關：马关香竹